# 芝麻玉黍螺
芝麻玉黍螺（学名：Littoraria lutea），是中腹足目玉黍螺科玉黍螺属的一种。主要分布于台湾，常栖息在河口红树林地区。